# Ханс Георг I фон дер Шуленбург
Ханс Георг I фон дер Шуленбург (на немски: Hans Georg I von der Schulenburg; * 15 февруари 1613, Бетцендорф; † 1 декември 1677, Тухайм) е благородник от род фон дер Шуленбург, господар в Алтмарк в Саксония-Анхалт.

## Произход
Той е син, най-малкото от шест деца, на Левин IV фон дер Шуленбург (1571 – 1614) и съпругата му Анна Мария фон Велтхайм (1580 – 1633), дъщеря на Ахац фон Велтхайм (1538 – 1588) и Маргарета фон Залдерн (1545 – 1615). Внук е на Вернер XVII фон дер Шуленбург (1541 – 1581) и Берта София фон Бартенслебен (1550 – 1606). Правнук е на Левин I фон дер Шуленбург (1510 – 1569) и праправнук на Албрехт I фон дер Шуленбург 'Черния' († 1519). Брат е на фрайхер Ахац II фон дер Шуленбург (1610 – 1680).

## Фамилия
Първи брак: с Елизабет фон дер Асебург († 1668). Те имат пет деца:
- Левин фон дер Шуленбург
- Йохан фон дер Шуленбург (1650 – 1719), женен за Елеонора Катарина фон Крозигк († 1704), баща на:
  - Ханс Георг III фон дер Шуленбург (1685 – 1747)
- Мария Елизабет фон дер Шуленбург († 1682), омъжена за Хайнрих фон Крозигк
- Хелена фон дер Шуленбург
- Анна София фон дер Шуленбург († 1716), омъжена за Фолрат Бусо фон Крозигк

Втори брак: през 1671 г. с Катарина Елизабет фон Велтхайм. Бракът е бездетен.